# Муниципальные выборы в Турции (2024)
Муниципальные выборы в Турции прошли 31 марта 2024 года в 81 провинции страны. Были переизбраны мэры 30 метропольных муниципалитетов и 1363 окружных муниципалитетов, а также 1282 члена провинциальных и 21001 член муниципальных советов. Республиканская народная партия получила относительное большинство голосов и победила на выборах мэра в 14 из 30 метрополий. Партия справедливости и развития, поддерживающая президента Турции Реджепа Эрдогана, заняла второе место по числу полученных голосов и победила на выборах мэра 12 метрополий.

## Предыстория
Муниципальные выборы прошли через 10 месяцев после президентских и парламентских выборов 2023 года, на которых Национальный альянс, объединявший оппозиционные партии, уступил правящему Народному альянсу, несмотря на продолжающийся экономический кризис в стране и растущую инфляцию. После поражения шестипартийный оппозиционный альянс распался, и оппозиционные силы (Республиканская народная партия) и Хорошая партия на муниципальный выборах решили по отдельности выставить своих кандидатов практически на все избираемые мэрские должности. Кроме того, после неудачного результата на выборах 2023 года произошла смена лидера основной оппозиционной Республиканской народной партии. Для нового председателя партии Озгюра Озеля муниципальные выборы стали первым общенациональным голосованием после вступления в должность. Партия народного равенства и демократии, которая заняла место Демократической партии народов как основного движения, представляющего интересы курдского меньшинства, выставила своих кандидатов во многих западных провинциях, несмотря на то, что ранее отказывалась от выдвижения в пользу представителей оппозиционного Национального альянса.

## Результаты
По результатам голосования, неожиданную победу одержала оппозиционная Республиканская народная партия, которая, несмотря на отсутствие предвыборных соглашений с другими оппозиционными силами, удержала мэрские должности во всех метропольных муниципалитетах, которые были под её контролем, кроме метропольного муниципалитета провинции Хатай, где победил кандидат от Партии справедливости и развития. В дополнение представители Республиканской народной партии выиграли у правящего альянса выборы мэра в четырёх метропольных муниципалитетах: Балыкесир, Бурса, Денизли и Маниса. Кандидаты Республиканской народной партии на выборах мэров Стамбула и Анкары Экрем Имамоглу и Мансур Яваш победили с большим перевесом 51 % и 60 % соответственно. Оба мэра также получили большинство в городских советах, что увеличило их полномочия по сравнению с предыдущими сроками на этих должностях. Кроме того, Республиканская народная партия одержала множество неожиданных побед в регионах, которые были под контролем правящей коалиции в течение двух последних десятилетий, таких как Адыяман, Амасья, Килис, Кырыккале и Кютахья. В целом Республиканская народная партия победила в 35 из 81 административного центра провинций Турции, а правящий Народный альянс в 24 центрах.
Другая оппозиционная правоцентристская Хорошая партия не добилась успеха на выборах, заняв только шестое место по числу полученных голосов и потеряв половину поддержки избирателей по сравнению с муниципальными выборами 2019 года. Лидер Хорошей партии Мераль Акшенер объявила о проведении внеочередного съезда партии, чтобы отреагировать на ухудшение электорального результата, но не уточнила вопрос о своей отставке.
Консервативная исламская Новая партия благоденствия, которая поддержала Реджепа Эрдогана на выборах 2023 года, но потом перешла в оппозицию, раскритиковав президента с консервативных позиций, на муниципальных выборах заняла третье место, получив свыше 6 % голосов, и выиграла несколько муниципалитетов у правящей коалиции. Партия националистического движения, младший коалиционный партнёр Партии справедливости и развития, набрала меньше голосов, чем на прошлых выборах: в 2019 году партия выиграла в 11 провинциях, включая один метропольный муниципалитет Маниса, и в 135 районах, а в 2024 году только в 8 провинциях и 122 районах.
2 апреля 2024 года власти аннулировали победу кандидата от Партии народного равенства и демократии Абдуллы Зейдана, который получил более 55 % голосов на выборах мэра Вана, и объявили победу его соперника из Партии справедливости и развития, набравшего 27 %. Это решение вызвало протесты в Ване, Анкаре и Стамбуле, а также было раскритиковано Республиканской народной партией. Абдулла Зейдан поддал жалобу в высшую избирательную комиссию, которая восстановила право новоизбранного мэра занять свой пост.